# Highasakite
Gli Highasakite sono un gruppo musicale norvegese attivo dal 2011.

## Formazione
- Ingrid Helene Håvik
- Trond Bersu

Ex membri
- Øystein Skar
- Marte Eberson
- Kristoffer Lo

## Discografia

### Album
- 2012 - All That Floats Will Rain
- 2014 - Silent Treatment
- 2016 - Camp Echo
- 2019 - Uranium Heart

### EP
- 2016 - Acoustic Versions
- 2019 - The Bare Romantic, Part 1
- 2020 - The Bare Romantic, Part 2

### Singoli
- 2013 - Since Last Wednesday
- 2016 - Someone Who'll Get It
- 2016 - Golden Ticket
- 2017 - 5 Million Miles
- 2018 - Out of Order
- 2019 - Free to Go (con Seeb)
- 2019 - Can I Be Forgiven
- 2020 - Under the Sun

## Premi
- GramArt
  - 2014: "Bendiksenprisen"
- Spellemannprisen
  - 2015: "Popgruppe"
  - 2017: "Popgruppe"